# Obszczina

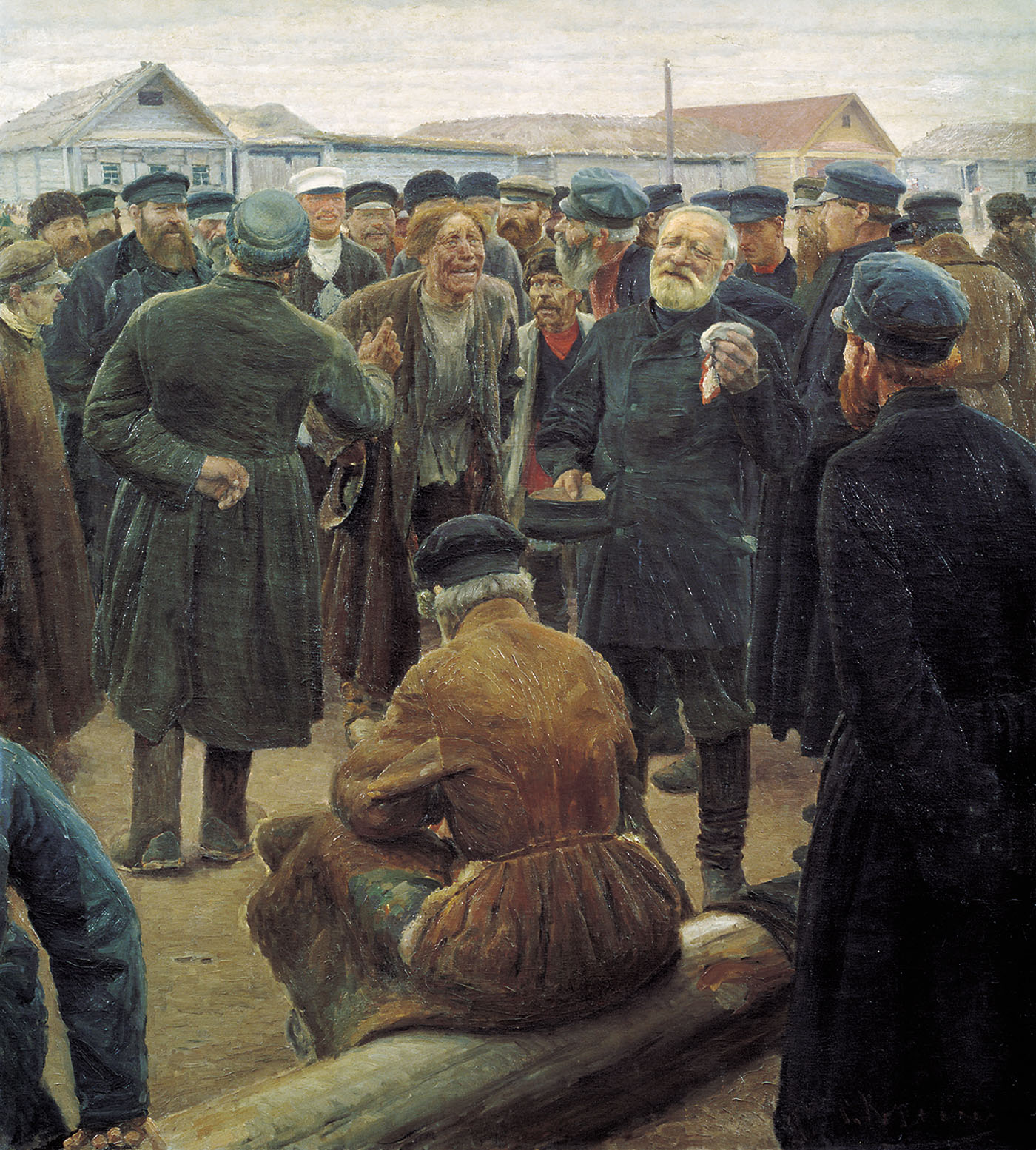
Siergiej Korowin, Na mirze, 1893

Obszczina (ros. община – wspólnota, мир – mir) – wspólnota wiejska w Imperium Rosyjskim.   
O wszystkich jej sprawach decydowało ogólne zebranie członków obszcziny. Przede wszystkim wspólnie dokonywała rozdziału ziemi — z uwzględnieniem liczby dorosłych osób w rodzinie gospodarza; poza gruntami użytkowanymi przez poszczególnych chłopów-członków obszcziny istniały wspólne pastwiska, lasy i łąki. Poza regulacją życia gospodarczego wsi do kompetencji obszcziny należała zbiorowa poręka. Najważniejszym zadaniem wspólnoty był podział gruntów między poszczególnych członków — użytkowników ziemi; w teorii każdy członek miru powinien otrzymywać ilość gruntów jednakowej wartości. 

## Etymologia
Etymologicznie rdzeń tego określenia wspólny jest Słowianom. Pierwotnie wspólnoty sąsiedzkie u Czechów i Morawian zwano obec, u Polaków także obec (ale i obiecz, obszcze), później – gmina, u Serbów i Słoweńców obkina, u Chorwatów obczina, u Bułgarów obsztina, u Rusów obczina, następnie w rosyjskim obszczina/община od óbszczij (ogólny; powszechny; wspólny)